# Воронов, Алексей Михайлович
Алексей Михайлович Воронов — советский хозяйственный и политический деятель.

## Биография
Родился в 1926 году в поселке Хабарное Халиловского (Гайского) района, ныне в составе Новотроицка. Член КПСС.
Окончил Орский индустриальный техникум, Уральский политехнический институт.
В 1947—1950 гг. — мастер цеха Орско-Халиловского металлургического комбината.
В 1954—1959 гг. — инженер-исследователь доменного цеха, помощник начальника цеха, начальник смены Орско-Халиловского металлургического комбината
В 1959—1963 гг. — заместитель начальника технического отдела, заместитель начальника, начальник Управления металлургической и горнодобывающей промышленности Оренбургского совнархоза.
В 1963—1964 гг. — первый секретарь Новотроицкого горкома КПСС.
В 1964 г. - председатель Оренбургского промышленного комитета народного контроля.
В 1964-1969 гг. - заведующий промышленно-транспортным отделом Оренбургского горкома КПСС.
В 1969—1978 гг. — второй секретарь Оренбургского обкома КПСС.

Во время его работы в должности второго секретаря Оренбургского обкома партии, ответственного за промышленность, на территории области сооружались крупнейшие промышленные и энергетические предприятия. Это были доменные и мартеновские печи, прокатные станы и другие объекты Орско-Халиловского металлургического комбината, Ириклинская ГРЭС, Сакмарская и Каргалинская ТЭЦ, обеспечивавшие потребности промышленности и населения в электроэнергии, Оренбургский комбинат шелковых тканей, Гайский ГОК, Киембаевский асбестовый комбинат в Светлом, Буруктальский никелевый завод.

В 1978—1986 гг. — заместитель министра чёрной металлургии СССР.
В 1986-1996 гг. - старший научный сотрудник ЦННИЧМ им. Бардина.
Избирался депутатом Верховного Совета РСФСР 8-го и 9-го созывов. Делегат XXIV и XXV съездов КПСС.
Умер в 2008 году в Москве.

## Награды
- Орден Ленина
- Орден Октябрьской Революции
- Орден Трудового Красного Знамени